# 버켓 오브 블러드
버켓 오브 블러드(A Bucket Of Blood)는 미국에서 제작된 로저 코먼 감독의 1959년 블랙코미디 영화이다. 딕 밀러 등이 주연으로 출연하였고 로저 코먼 등이 제작에 참여하였다.

## 출연

### 주연
- 딕 밀러
- 바보라 모리스

### 조연
- 줄리안 버튼
- 안토니 카본
- 존 허만 샤너
- 존 브링클리
- 에드 넬슨
- 주디 뱀버
- 버트 콘비
- 진 버튼
- 브루노 비소타
- 폴 혼

## 제작진
- 미술: 다니엘 할러